# Togoniéré
Togoniéré  è una città e sottoprefettura della Costa d'Avorio appartenente al dipartimento di Ferkessédougou. Conta una popolazione di 13 025 abitanti (censimento 2014).